# Veletiny
Veletiny jsou obec v okrese Uherské Hradiště ve Zlínském kraji. Žije zde 526 obyvatel.

## Název
Původní podoba jména vesnice byla Velatín, byla odvozena od osobního jména Velata (což byla domácká podoba některého jména začínajícího na Vel(e)-, např. Velebor, Velemysl, Velislav) a znamenala "Velatův majetek". Přechod do množného čísla (na východní Moravě častý) je doložen od počátku 16. století.

## Historie
Veletiny patří k velmi starým osadám, neboť ležely na starodávné cestě vedoucí z Brna přes Bzenec, Kunovice, Sady a Podolí na Uherský Brod a dále Starohrozenkovským průsmykem do Uher. První písemná zmínka o obci pochází však až z roku 1201, kdy český král Přemysl Otakar I. daroval klášteru Hradiště u Olomouce ves Štěpánov a zároveň potvrdil tomuto klášteru držbu řady vesnic, mezi nimž jmenuje i Veletiny.

## Obyvatelstvo
| Rok            | 1869 | 1880 | 1890 | 1900 | 1910 | 1921 | 1930 | 1950 | 1961 | 1970 | 1980 | 1991 | 2001 | 2011 | 2021 |
| -------------- | ---- | ---- | ---- | ---- | ---- | ---- | ---- | ---- | ---- | ---- | ---- | ---- | ---- | ---- | ---- |
| Počet obyvatel | 370  | 403  | 456  | 477  | 568  | 601  | 609  | 622  | 691  | 676  | 639  | 559  | 569  | 552  | 522  |
| Počet domů     | 96   | 107  | 107  | 117  | 130  | 137  | 154  | 170  | 168  | 174  | 178  | 201  | 200  | 202  | 206  |

## Obecní správa

### Obecní symboly
Znak a vlajka byly obci uděleny rozhodnutím předsedy Poslanecké sněmovny Parlamentu České republiky dne 9. dubna 2002.

## Pamětihodnosti
- Kaple svatého Cyrila a Metoděje
- Vinařská lisovna
- Vinné sklepy a vinné búdy
- Zachovává se zde zvyk nošení Mařeny.[zdroj⁠?!]
- Do jihovýchodní části katastrálního území zasahuje malá část přírodní památky Myšince.

## Osobnosti
Ve Veletinách rád pobýval národopisec Lubor Niederle, který se dne 8. srpna 1931 stal jejich čestných občanem.

## Galerie

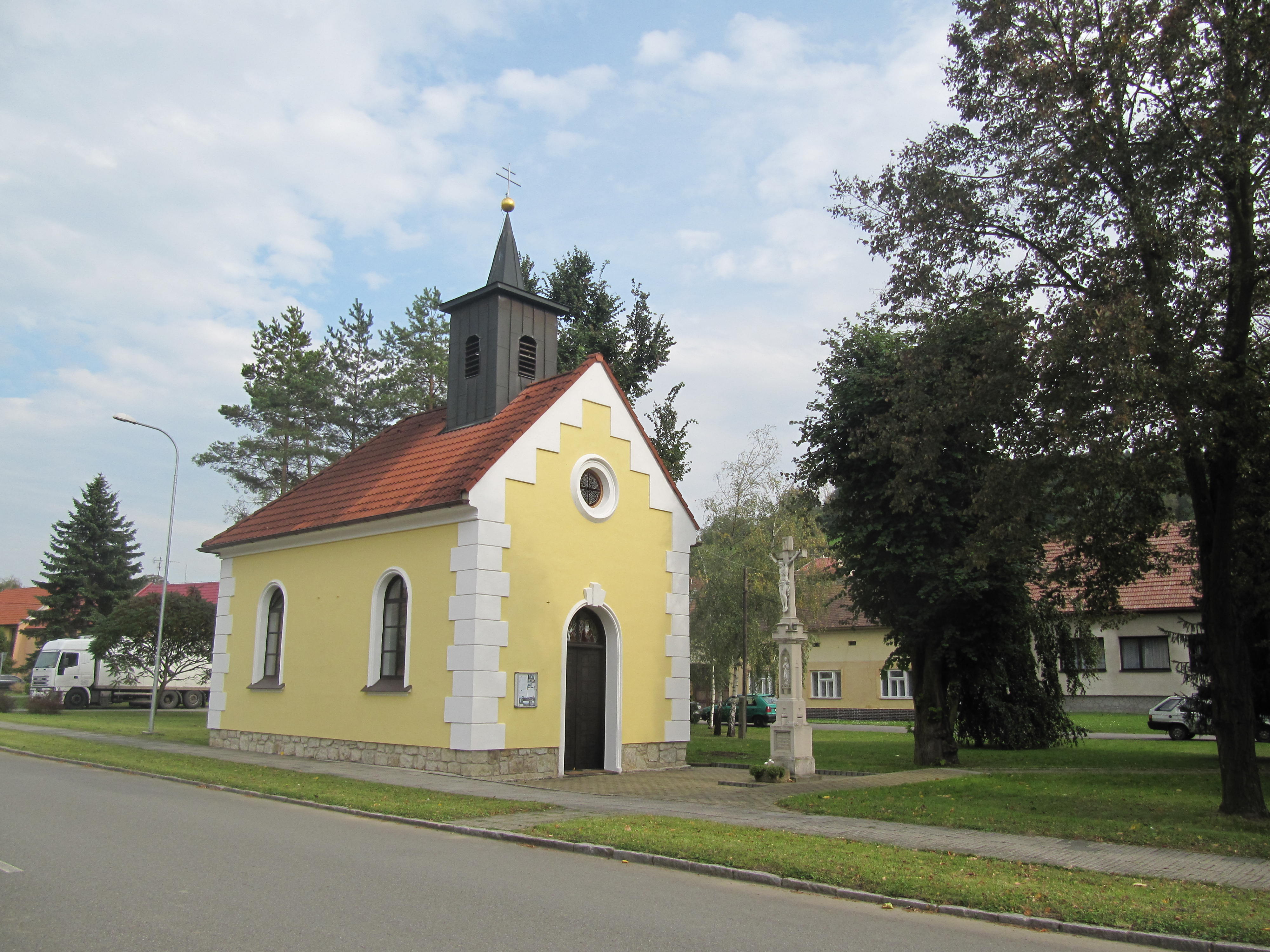
Kaple svatého Cyrila a Metoděje
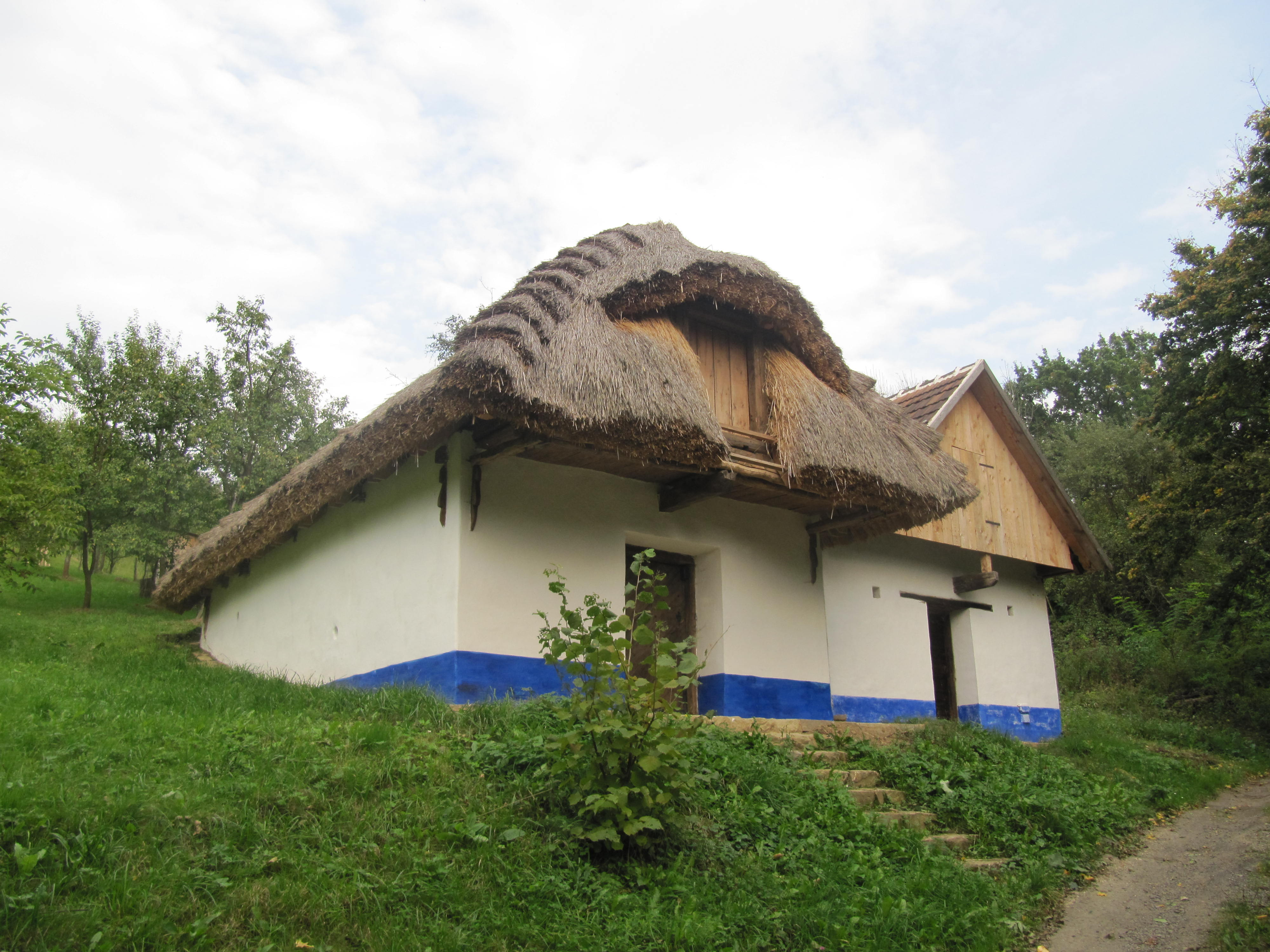
Vinné búdy, vesnická památková rezervace
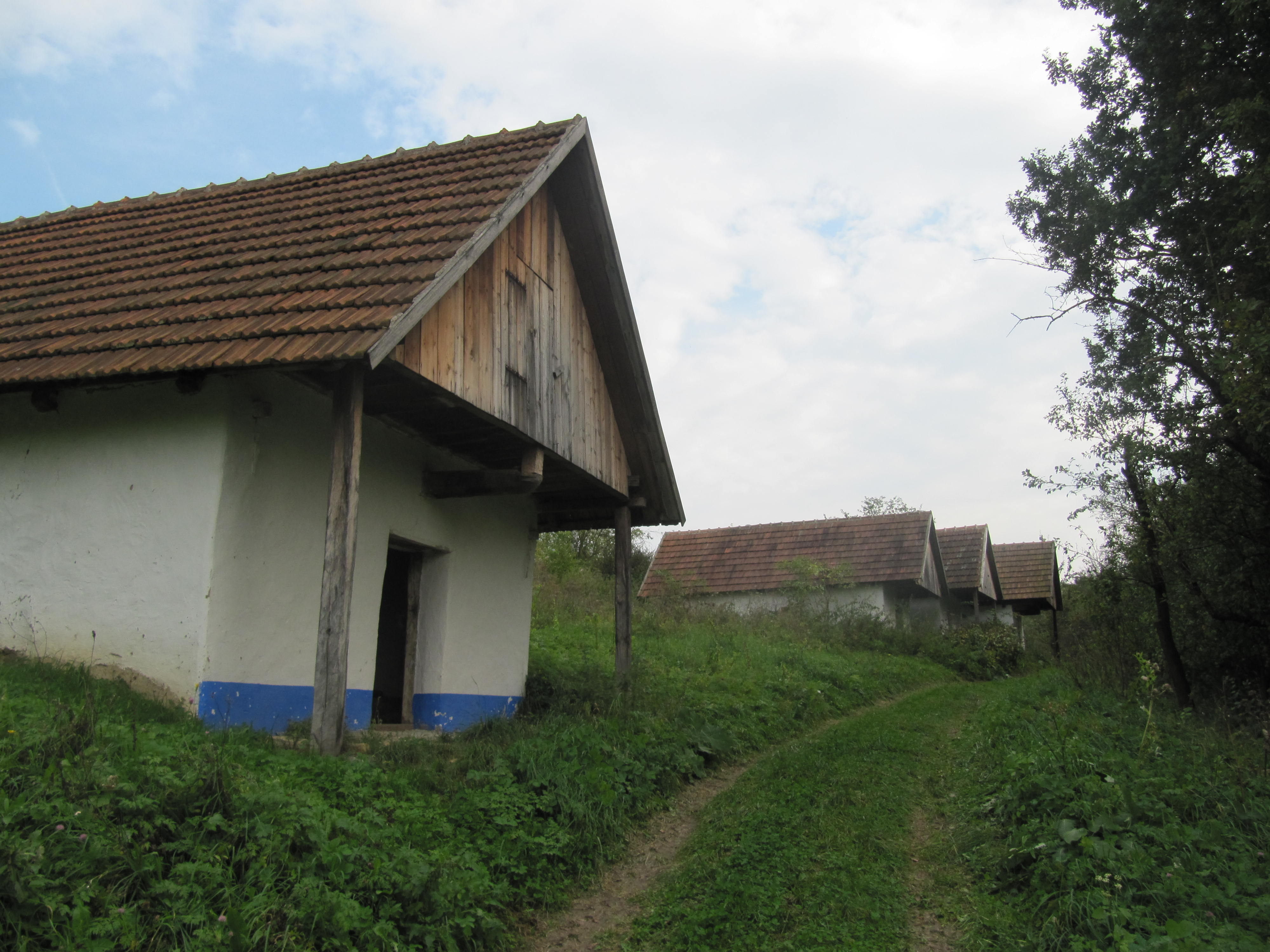
Vinné búdy
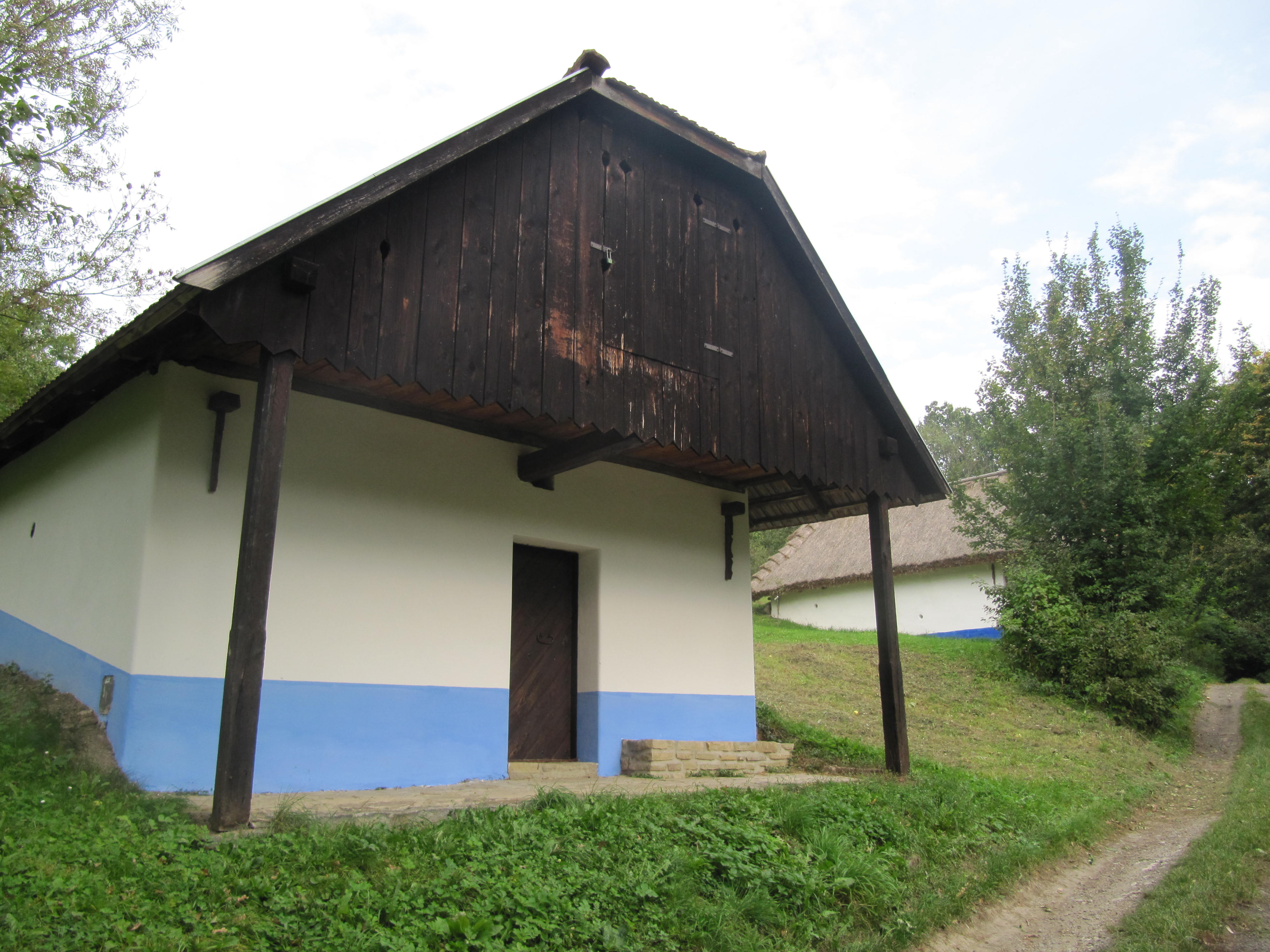
Vinné búdy